# Casse cuivreuse
La casse cuivreuse est une altération du vin due à la précipitation du cuivre qu'il contient, se manifestant par un trouble dans la bouteille.

## Origine
On trouve le cuivre naturellement à faible dose dans le raisin, puis le vin, mais il est éliminé pendant la fermentation alcoolique, dans les lies. Un vin nouveau contient donc 0,3 à 0,4 mg/L de cuivre (Cu), ce qui ne provoque pas de trouble. Le vin peut ensuite s'enrichir en cuivre par le matériel contenant lui-même du cuivre (en bronze, en laiton) utilisé pendant la viniculture (pompes, raccords, vannes, etc.).

## Précipitation
Le cuivre est présent en solution sous la forme d'ion cuivrique (Cu++), mais peut précipiter à un état réducteur, à température élevée, et en présence de SO2.
Les ions cuivriques passent sous leur forme réduite, les ions cuivreux (Cu+). Le SO2 passe lui sous sa forme réduite H2S. Les deux molécules forment alors du sulfure de cuivre (CuS). S'il y a présence de protéines, elles précipitent ensuite avec le sulfure de cuivre en formant des supports colloïdaux.

## Prévention
Les tanins des vins rouges les protègent de la casse cuivreuse, par leur action sur les protéines, empêchant qu'elles réagissent avec le sulfure de cuivre. La survenue de cette casse est donc plus probable pour les vins blancs et rosés, surtout s'ils sont riches en protéines.
Si un traitement contre la casse protéique a été effectué (par l'usage de bentonite), le risque de casse cuivreuse s'en trouve réduit.

## Traitement
Un traitement peut être effectué sur le vin avec du ferrocyanure de potassium ou par de la gomme arabique.

## Défaut organoleptique
La précipitation du cuivre forme des particules visibles à l’œil. Lorsque cela se produit pendant la vinification ou l'élevage du vin, ils peuvent être éliminés par soutirage.
Si cela se produit après la mise en bouteille, cela peut devenir un défaut visuel pour le consommateur :
- le sulfure de cuivre précipité forme des flocons en suspension de couleur blanche,
- le précipité de sulfure de cuivre avec des protéines forme lui des dépôts bruns, qui sédimentent.